# Джессика (имя)
Джессика, также Джесси (англ. Jessica) — женское имя, в английской транскрипции которое пишется как Jesica, Jessicah или Jessika. Первое известное использование этого имени принадлежит Уильяму Шекспиру, который дал его героине пьесы «Венецианский купец» (1596 г.) — дочери Шейлока. Предполагается, что Шекспир образовал его от имени ветхозаветного персонажа — мельком упомянутой в книге Бытие (Быт. 11:29) дочери Арана, брата Авраама. Это имя (ивр. יִסְכָּה‎, Йиска) в Синодальном переводе передано как «Иска», а в доступной Шекспиру Библии Мэттью — как Jesca. Имя Джессика приобрело в англоязычном мире огромную популярность с 1990-х гг.